# William Fruet
William Fruet est un producteur, réalisateur et scénariste canadien né le 1er janvier 1933 à Lethbridge (Canada).

## Filmographie

### Comme réalisateur
- 1972 : Wedding in White
- 1976 : Week-end sauvage (Death Weekend)
- 1979 : One of Our Own (TV)
- 1979 : L'Exterminateur (Search and Destroy)
- 1980 : Le cri des ténèbres (Funeral Home)
- 1982 : Trapped : Le Village de la mort (Trapped)
- 1983 : Spasmes (Spasms)
- 1984 : Bedroom Eyes
- 1985 : Ray Bradbury présente (The Ray Bradbury Theater) (série télévisée)
- 1985 : Alfred Hitchcock présente (Alfred Hitchcock Presents) (série télévisée)
- 1986 : Brothers by Choice (TV)
- 1986 : Killer Party
- 1987 : Paire d'as (Diamonds) (série télévisée)
- 1987 : Vendredi 13 (Friday the 13th) (série télévisée)
- 1987 : Blue Monkey
- 1988 : Superkid (My Secret Identity) (série télévisée)
- 1988 : Chasing Rainbows (en) (feuilleton TV)
- 1988 : La Nouvelle Guerre des mondes (War of the Worlds)
- 1997 : Chair de poule (Goosebumps) (série télévisée)
- 1998 : Animorphs (série télévisée)
- 1998 : Coroner Da Vinci (Da Vinci's Inquest) (série télévisée)
- 1999 : Code Eternity (Code Name: Eternity) (série télévisée)
- 2000 : Dear America: A Line in the Sand (TV)
- 2003 : Méthode Zoé (Wild Card) (série télévisée)

### Scénariste
- 1970 : Goin' Down the Road
- 1971 : Rip-Off
- 1972 : Wedding in White
- 1973 : Une voix dans la nuit (en) (Slipstream)
- 1976 : Week-end sauvage (Death Weekend)
- 1983 : Spasmes (Spasms)

### Producteur
- 1975 : The Winner
- 1980 : Le cri des ténèbres (Funeral Home)

### Acteur
- 1963 : Drylanders : Colin

## Distinctions
- Prix du Jury et prix du meilleur scénario, lors du Festival international du film de Catalogne en 1976 pour Week-end sauvage.
- Nomination au Grand Prix lors du Festival international du film fantastique d'Avoriaz 1984 pour Spasmes.